# Cosmopterix lummyae
Cosmopterix lummyae là một loài bướm đêm thuộc họ Cosmopterigidae. Loài này có ở Brasil (Distrito Federal) và Colombia.
Cá thể trưởng thành được ghi nhận vào tháng 3 và từ tháng 5 tới tháng 8. Mỗi năm loài này có thể có hai thế hệ.